# Richard Edward Taylor
Richard Edward Taylor (n. 2 noiembrie 1929, Medicine Hat⁠(d), Alberta, Canada – d. 22 februarie 2018, Stanford, Comitatul Santa Clara, California, SUA) a fost un fizician american de origine canadiană, laureat al Premiului Nobel pentru Fizică în 1990, împreună cu Henry Way Kendall și Jerome Friedman, pentru cercetările de pionierat privind împrăștierea inelastică în profunzime a electronilor pe protoni și neutroni legați, cercetări esențiale pentru dezvoltarea modelului quarkurilor din fizica particulelor.